# Punchline (DC Comics)
Punchline, il cui vero nome è Alexis Kaye, è un personaggio dei fumetti DC Comics creato da James Tynion IV (testi) e Jorge Jiménez (disegni)  come nuova spalla femminile e fidanzata di Joker, apparsa per la prima volta su l'albo numero 89 di Batman nel febbraio 2020.

## Storia editoriale
La figura di Punchline come nuova partner di Joker nasce durante la lavorazione della serie a fumetti "Joker War".  Lo sceneggiatore e scrittore, nonché creatore del personaggio James Tynion IV  ha dichiarato:
A dicembre, quando iniziarono le discussioni su Joker War, sapevo che Joker aveva bisogno di un tenente in quella guerra. Un numero due. Abbiamo iniziato a elaborare l’idea di un opposto di Harley Quinn e Jorge ha progettato Punchline. Il design era fantastico e non volevo aspettare di usarla in un fumetto. Avevo scritto di alcuni gangster generici al fianco di Joker in Hell Arisen #3, quindi ho inviato un’email al mio editor e ho detto che piuttosto che un tipo generico con una maschera da clown, potevamo inserire Punchline lì. 
Poi mi sono reso conto che sarebbe apparsa in Hell Arisen #3 un mese intero prima che si presentasse su Batman, cosa che non sarebbe accaduta fino al numero 92. Grazie alle uscite pluri-mensili, il numero 89 non era ancora stato scritto, quindi ho deciso di farla inserire lì dentro, perché mi era sembrato strano farla apparire in un mini evento che non si collegava direttamente a Joker War. 
Quindi l’abbiamo inserita in un paio di tavole per metterla prima su Batman, nel numero 89. Poi ho ottenuto il permesso di pubblicare il suo design online e tutto è andato fuori di testa. I fumetti hanno iniziato a stravendersi, e ho fatto lo stupido commento che ero eccitato per la sua prima apparizione REALE nel 92 (con cui intendevo solo che lei entrava nella storia e interagiva con gli altri personaggi), e poi la gente diceva che stavo cercando di dire che Hell Arisen non è stata la sua prima apparizione, così via e così via. 
La verità è che i nuovi personaggi non sempre eguagliano l’attesa che creano. Penso che sia il potere del design, il potere di un nuovo oscuro rivale per Harley e l’eccitazione per una storia di Joker in cui i lettori non sanno cosa accadrà, perché ora ci sono nuovi elementi nel mix con il potenziale per cambiare tutto. Non ce lo aspettavamo, ma siamo elettrizzati dall’attenzione e dall’interesse della gente.
E ora la responsabilità è tutta su di NOI di farla valere, di renderla un personaggio degno di tutta questa attenzione. Ma onestamente, questo è quello che mi entusiasma maggiormente di Punchline.
È tutto l’incredibile potenziale della storia che riesco a sfruttare nel fumetto. È così che cambia la dinamica di un massiccio attacco di Joker a Gotham City e Batman. 
È il suo primo incontro con Harley. Il suo primo incontro con Batman. La sua prima volta sulla pagina interagisce direttamente con Joker. Tutto questo è il motivo per cui ero entusiasta di creare il personaggio in primo luogo… E sono MOLTO MOLTO entusiasta che tutti voi leggiate la sua storia d’origine nello speciale dell’80º anniversario di Joker. E prometto che, in futuro, anticiperemo meglio quando stiamo per introdurre qualcuno di nuovo che pensiamo sia davvero bello.

## Biografia del personaggio
Prima di diventare Punchline, Alexis Kaye (vero nome della criminale) era una studentessa dello Snyder College.
Durante una gita in uno studio televisivo, ella viene presa in ostaggio da Joker che aveva preso d'assalto il medesimo luogo.
Joker costringe Alexis sotto minaccia a farle da lettore di notizie per mandare un suo messaggio ai cittadini di Gotham. 
Tuttavia la cosa viene interrotta da Batman che salva Alexis. Dopo quella terribile esperienza, la ragazza inizia a sviluppare un'ossessione per il Joker arrivando presto a credere che i suoi crimini servissero a uno scopo più grande. Avvia un podcast online dedicato al Joker e studia a fondo tutti i suoi crimini passati. Alla fine crea un suo costume e inizia ad avvelenare i cittadini di Gotham, compreso il preside del suo college per attirare l'attenzione del Joker; quest'ultimo, visto del potenziale in lei, le insegna come creare una forma modificata del Joker Venom, che ha sperimentato sulla comunità dei senzatetto.